# Castelguidone
Castelguidone é uma comuna italiana da região dos Abruzos, província de Chieti, com cerca de 480 habitantes. Estende-se por uma área de 14 km², tendo uma densidade populacional de 34 hab/km². Faz fronteira com Castiglione Messer Marino, Roccavivara (CB), San Giovanni Lipioni, Schiavi di Abruzzo, Torrebruna, Trivento (CB).

## Demografia
| Variação demográfica do município entre 1861 e 2011                               |
|                                                                                   |
| Fonte: Istituto Nazionale di Statistica (ISTAT) - Elaboração gráfica da Wikipedia |